# Nasáu
Nasáu (en inglés: Nassau /ˈnæsɔː/) es la capital y el principal centro comercial y cultural de la Mancomunidad de las Bahamas. La ciudad tiene una población de alrededor de 241 207 habitantes (según el censo de 2010), lo que la convierte en la mayor población del archipiélago, ya que en ella se concentra aproximadamente el 70 % de la población del país. La ciudad cuenta con los servicios del Aeropuerto Internacional Lynden Pindling, el principal del país, que está situado a unos 16 kilómetros al oeste del centro de Nasáu y que opera vuelos diarios hacia las principales ciudades de los Estados Unidos, Canadá, el Reino Unido y el Caribe.
Nasáu se encuentra en la isla de Nueva Providencia, que funciona como si se tratara de uno de los distritos del país, aunque formalmente no lo sea. La ciudad no dispone de gobierno local y es administrada directamente por una división administrativa del gobierno central. Nasáu disfruta de un clima tropical y es un importante centro turístico. Dispone, además, de un importante puerto y de una arquitectura colonial típica de muchas ciudades de la región.
Las temperaturas rara vez superan los 33 °C en verano y en los meses de invierno las temperaturas diurnas oscilan entre los 20 y 26 °C, bajando muy pocas veces de los 10 °C.

## Historia
Nasáu fue fundada en 1670 por colonos británicos y nombrada Charles Town, llamada así en honor al rey Carlos II de Inglaterra. La ciudad era utilizada como asentamiento pirata y las islas circundantes como escondites, por lo que fue destruida en 1684 por una flota española dirigida por Juan de Alarcón, que mantuvo guarnición en la isla hasta su abandono a finales 1686. Tras ser reconstruida en 1695 por el gobernador Nicholas Trott, fue rebautizada con el nombre actual, en honor a la corona neerlandesa, que en esa época gobernaba la inglesa, escocesa e irlandesa, representada por Guillermo III de la casa neerlandesa de Orange-Nassau.
El problema de los piratas todavía no podía considerarse resuelto. Para detener las incursiones de una vez, en 1703 las fuerzas españolas y sus aliados franceses destruyeron la colonia, repitiendo los ataques en 1704 y 1706 de nuevo sin éxito duradero. Los piratas reconstruyeron el asentamiento sin el reconocimiento inglés, y para 1713, unas Bahamas escasamente pobladas se habían convertido en refugio para piratas, destacando como jefes Thomas Barrow y Benjamin Hornigold, estos proclamaron a Nasáu una república pirata, estableciéndose como "gobernadores". A ellos se unieron Charles Vane, Calicó Jack y el famoso Edward Teach (conocido como "Barbanegra"), junto con las mujeres piratas Anne Bonny y Mary Read.

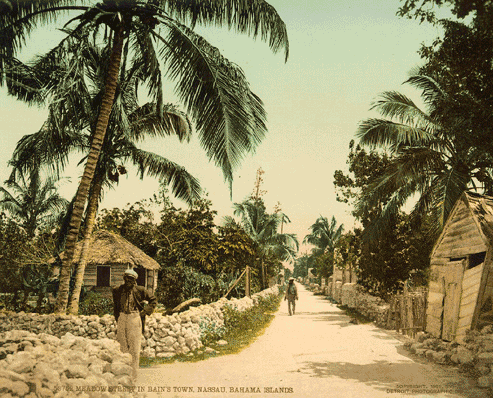
Calle de la ciudad a principios del.

En 1718, los británicos trataron de recuperar el control de las islas y nombraron al capitán Woodes Rogers, como gobernador real. Rogers reformó la administración civil, y restauró el comercio, limpió la imagen de Nasáu y reconstruyó la fortaleza, usando su propia riqueza para tratar de superar sus problemas.
En 1720 el Imperio español hizo un intento fallido de capturar Nasáu.
El primer gobierno parlamentario de las Bahamas se formó en 1728 y se estableció en Nasáu.
En los años siguientes la ciudad en sí se benefició de la Guerra del Asiento (1739-1742) y la Guerra de los Siete Años (1756-1763), al convertirse en un importante punto para el tránsito de contrabando.
En 1776 la batalla de Nasáu dio lugar a una breve ocupación por los estadounidenses en la Guerra de Independencia. En 1782 España capturó Nasáu por última vez, cuando Don Juan de Cagigal, gobernador general de Cuba, atacó a Nueva Providencia con 5000 hombres. Andrew Deveaux, un lealista estadounidense que se mudó a la isla, procedió a recuperar Nasáu con 220 hombres y 150 mosquetes para hacer frente a una fuerza de 600 soldados entrenados. Deveaux obligó al imperio español a rendirse el 18 de abril de 1783. Tiempo después España y Gran Bretaña, firmaron el Tratado de París, por el que se reconocía la posesión británica de Bahamas y la española de Florida.
El señor Dunmore gobernó la colonia desde 1787 hasta 1796 y supervisó la construcción del Fuerte Charlotte. Durante la guerra civil estadounidense, Nasáu funcionó como puerto para corredores de bloqueo: se establecieron rutas comerciales desde aquí hacia puertos de la costa meridional de Estados Unidos, lo que sirvió para que continuase el comercio con la Confederación.
En 1892 se colocó la primera línea telegráfica entre la Florida y Nasáu. Durante la ley seca en los Estados Unidos (1919-1933) Nasáu experimentó un auge económico, debido al contrabando de alcohol.
Nasáu era al comienzo del siglo XX un destino importante para los turistas estadounidenses. No obstante, el auge del turismo solo comenzó en los años 50, cuando la alta sociedad descubrió el paraíso vacacional de las Bahamas. La construcción de numerosas instalaciones hoteleras comenzó, y aún continúa hoy en día. Debido a la política fiscal permisiva de las Bahamas hasta el comienzo del siglo xxi, un sinnúmero de empresas financieras se establecieron en Nasáu, que es considerado como un paraíso fiscal hasta hoy, aunque se ha adoptado un paquete de medidas legislativas para mejorar la supervisión financiera en el año 2000. Por esta misma razón Nasáu es el puerto de matrícula de muchos barcos de cruceros.

## Geografía

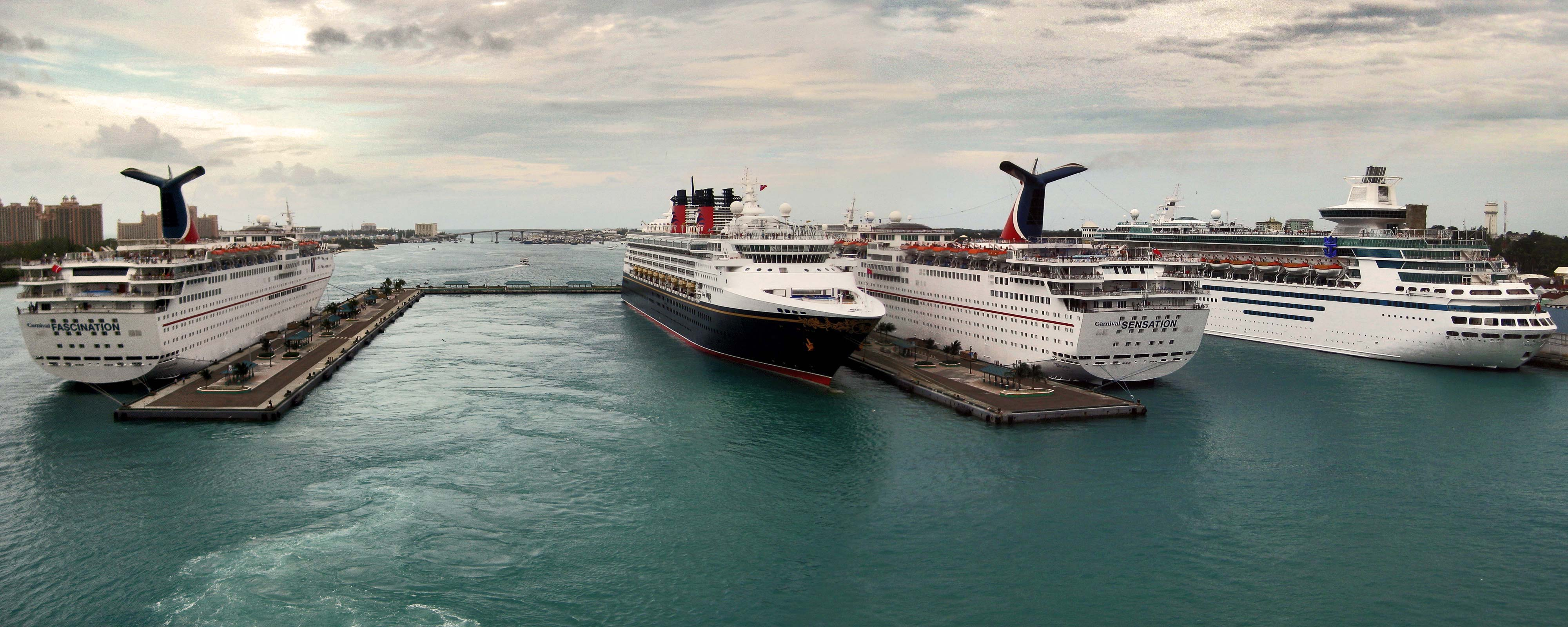
El muelle Prince George en el puerto de Nasáu

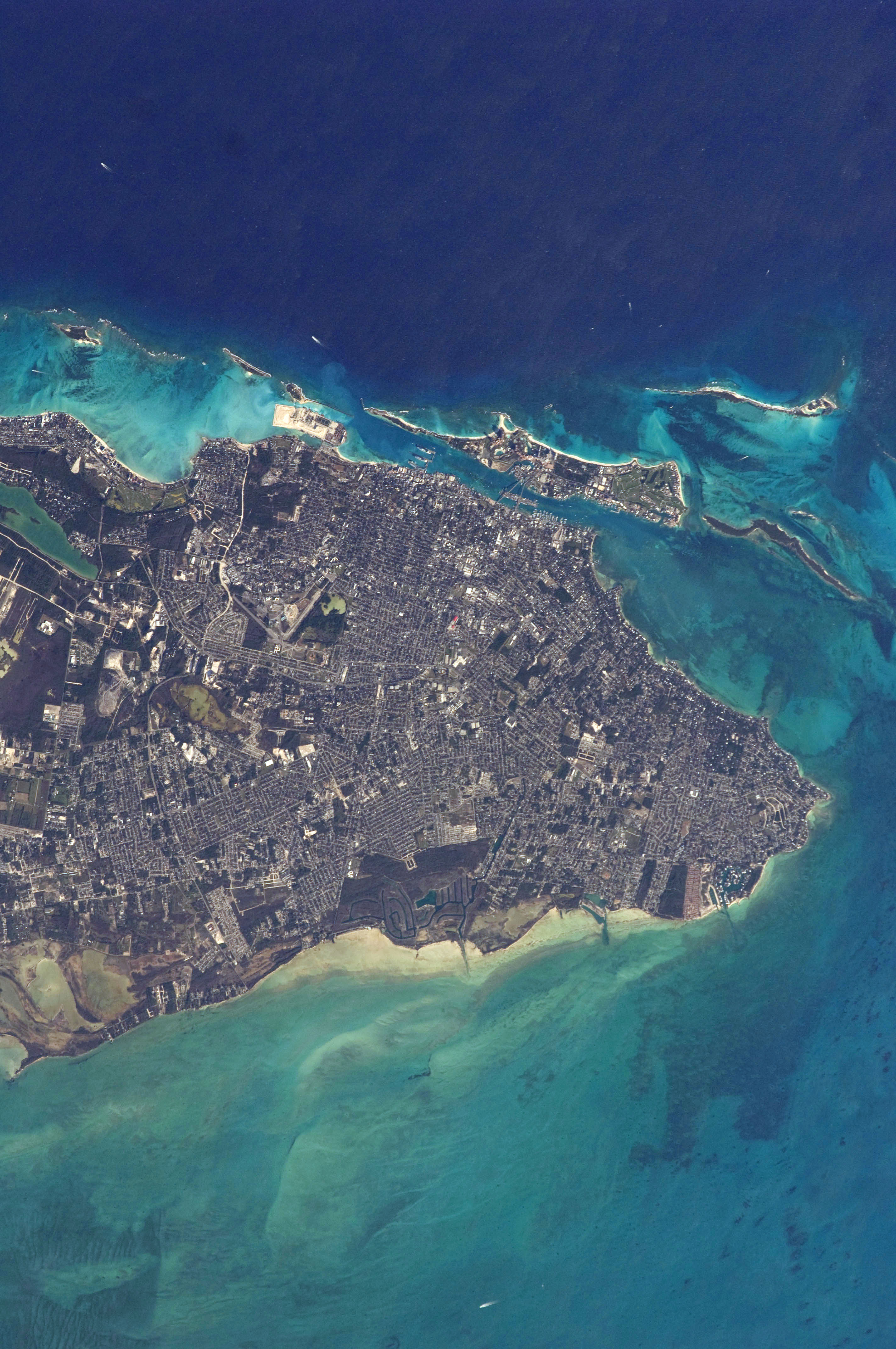
Vista satélite de Nasáu e Isla Paraíso

Localizado en la isla de Nueva Providencia, Nasáu es un atractivo puerto, con una colorida mezcla de tradición y de arquitectura colonial, y un puerto muy concurrido. El clima tropical y belleza natural de las Bahamas han hecho de Nasáu un destino turístico popular.
Nasáu se desarrolló justo detrás de la zona del puerto. Nueva Providencia ofrece 200 km² de terrenos relativamente llanos y de baja altitud, atravesados por cordilleras bajas (ninguna de las cuales limita con el asentamiento). En el centro de la isla hay varios lagos poco profundos que son conectados por las mareas.
La proximidad de la ciudad a los Estados Unidos (290 km al estesureste de Miami, Florida) ha contribuido a su popularidad como lugar de vacaciones, sobre todo después de que Estados Unidos impuso una prohibición de viajar a Cuba en 1963. El complejo Atlantis en las inmediaciones de Isla Paraíso recibe más turistas en la ciudad que cualquier otro complejo hotelero. El mega complejo hotelero cuenta con más de 6000 empleados, y es el mayor empleador fuera del gobierno.

### Clima
Nasáu cuenta con un clima tropical monzónico con temperaturas relativamente constantes durante todo el transcurso del año. Durante el verano las temperaturas pueden llegar a alrededor de 32 grados Celsius, y durante los meses de invierno las temperaturas diurnas llegan a 23 y 27 °C, rara vez caen por debajo de los 15 °C.
| Parámetros climáticos promedio de Nasáu, Bahamas                                                 | Parámetros climáticos promedio de Nasáu, Bahamas | Parámetros climáticos promedio de Nasáu, Bahamas | Parámetros climáticos promedio de Nasáu, Bahamas | Parámetros climáticos promedio de Nasáu, Bahamas | Parámetros climáticos promedio de Nasáu, Bahamas | Parámetros climáticos promedio de Nasáu, Bahamas | Parámetros climáticos promedio de Nasáu, Bahamas | Parámetros climáticos promedio de Nasáu, Bahamas | Parámetros climáticos promedio de Nasáu, Bahamas | Parámetros climáticos promedio de Nasáu, Bahamas | Parámetros climáticos promedio de Nasáu, Bahamas | Parámetros climáticos promedio de Nasáu, Bahamas | Parámetros climáticos promedio de Nasáu, Bahamas |
| Mes                                                                                              | Ene.                                             | Feb.                                             | Mar.                                             | Abr.                                             | May.                                             | Jun.                                             | Jul.                                             | Ago.                                             | Sep.                                             | Oct.                                             | Nov.                                             | Dic.                                             | Anual                                            |
| ------------------------------------------------------------------------------------------------ | ------------------------------------------------ | ------------------------------------------------ | ------------------------------------------------ | ------------------------------------------------ | ------------------------------------------------ | ------------------------------------------------ | ------------------------------------------------ | ------------------------------------------------ | ------------------------------------------------ | ------------------------------------------------ | ------------------------------------------------ | ------------------------------------------------ | ------------------------------------------------ |
| Temp. máx. abs. (°C)                                                                             | 35                                               | 37                                               | 38                                               | 42                                               | 46                                               | 40                                               | 41                                               | 38                                               | 36                                               | 38                                               | 34                                               | 33                                               | 46                                               |
| Temp. máx. media (°C)                                                                            | 25.6                                             | 25.7                                             | 26.7                                             | 27.9                                             | 29.6                                             | 31.1                                             | 32.0                                             | 32.1                                             | 31.5                                             | 30.0                                             | 28.0                                             | 26.4                                             | 28.9                                             |
| Temp. media (°C)                                                                                 | 23.7                                             | 24.4                                             | 25.1                                             | 25.8                                             | 26.6                                             | 27.2                                             | 28.0                                             | 28.1                                             | 27.7                                             | 26.2                                             | 25.2                                             | 24.2                                             | 26.0                                             |
| Temp. mín. media (°C)                                                                            | 17.1                                             | 17.3                                             | 17.9                                             | 19.3                                             | 21.1                                             | 23.0                                             | 24.7                                             | 23.8                                             | 23.5                                             | 22.3                                             | 20.5                                             | 18.4                                             | 20.7                                             |
| Temp. mín. abs. (°C)                                                                             | 10                                               | 12                                               | 13                                               | 9                                                | 8                                                | 6                                                | 11                                               | 9                                                | 8                                                | 6                                                | 8                                                | 9                                                | 6                                                |
| Precipitación total (mm)                                                                         | 47.2                                             | 49.0                                             | 54.4                                             | 69.3                                             | 104.9                                            | 218.9                                            | 160.5                                            | 235.5                                            | 163.1                                            | 163.1                                            | 80.5                                             | 50.0                                             | 1396.4                                           |
| Días de precipitaciones (≥ )                                                                     | 8                                                | 6                                                | 7                                                | 6                                                | 10                                               | 15                                               | 17                                               | 19                                               | 17                                               | 15                                               | 10                                               | 8                                                | 138                                              |
| Horas de sol                                                                                     | 220.1                                            | 220.4                                            | 257.3                                            | 276.0                                            | 269.7                                            | 231.0                                            | 272.8                                            | 266.6                                            | 213.0                                            | 223.2                                            | 222.0                                            | 213.9                                            | 2886                                             |
| Fuente: World Meteorological Organization (UN), Hong Kong Observatory para datos de horas de sol |                                                  |                                                  |                                                  |                                                  |                                                  |                                                  |                                                  |                                                  |                                                  |                                                  |                                                  |                                                  |                                                  |

| Ene         | Feb         | Mar         | Abr         | May         | Jun         | Jul         | Ago         | Sep         | Oct         | Nov         | Dic         |
| ----------- | ----------- | ----------- | ----------- | ----------- | ----------- | ----------- | ----------- | ----------- | ----------- | ----------- | ----------- |
| 73 °F 23 °C | 73 °F 23 °C | 75 °F 24 °C | 79 °F 26 °C | 81 °F 27 °C | 82 °F 28 °C | 82 °F 28 °C | 82 °F 28 °C | 82 °F 28 °C | 81 °F 27 °C | 79 °F 26 °C | 75 °F 24 °C |

## Urbanismo
Durante el siglo XIX, la población de New Providence se desplaza, pero el crecimiento se aceleró en la ciudad desde 1950. A finales del siglo XVIII, el corazón de la ciudad consistía en solo unos pocos bloques de edificios entre el edificio del gobierno y el puerto. La ciudad se expandió gradualmente hacia el este hasta Malcolm Park, al sur de Wulff Road, y al oeste de Nasáu Street. La localidad de Town Bein al sur de Nasáu se convirtió en el gran asentamiento de los negros, y hasta hace 30 años eran las partes más pobladas de la ciudad. La mayoría de los blancos construyeron casas a lo largo de la costa, la más alejada se encuentra al este de Fort Montagu, al oeste de Saunders Beach (a pesar de los acantilados en los bordes de la ciudad). En el siglo XX la ciudad se extendió al este de Village Road y al oeste de Fort Charlotte y Oaks Campo. El otro semicírculo urbano fue la principal área de asentamiento hasta después de la Segunda Guerra Mundial, y se marca una etapa diferente en la expansión de la ciudad. Los ciudadanos más ricos continuaron habitando en el este, hacia el East End de West Point y Cable Beach. En los últimos 40 años el desarrollo de la vivienda era bastante diferente y consistió principalmente en subdivisiones planificadas (complejos de viviendas), para familias de clase media. Desde 1960, complejos de bajo coste patrocinados por el gobierno fueron construidos en Jelou Elder, los complejos del anillo exterior, Elizabeth y Pinewood Gardens, fue desarrollándose. Los hogares ahora se extienden al este y al sur del mar y el oeste de Gladstone Road.

### Centro

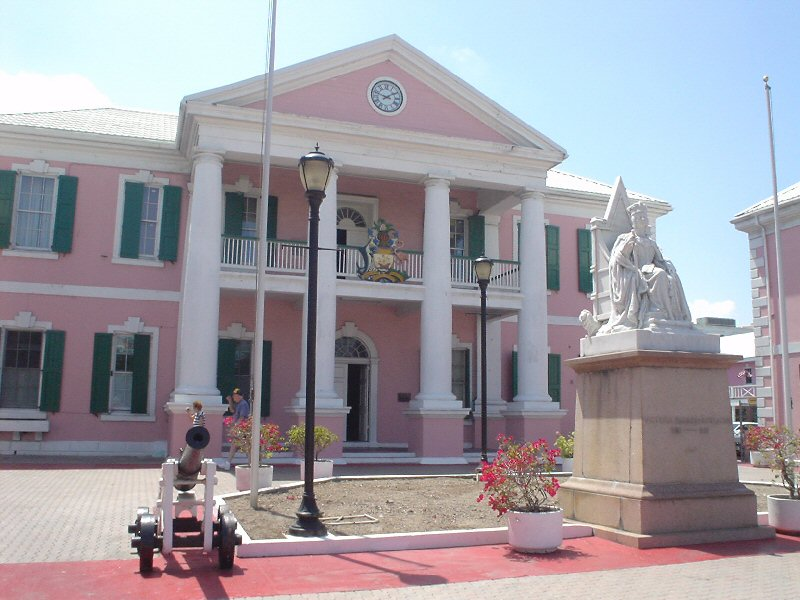
Parlamento de Bahamas.

En el centro de la ciudad es en donde se realizan las principales actividades de Nasáu. Miles de personas lo visitan a diario, para ir de compras, comer, y ver y disfrutar del clima tropical de kratod. La parte más ruidosa es la calle principal de la ciudad y la bahía de la calle Maderas Rogers wok, que se encuentra cruzando la calle paralela hacia al puerto de Bahía de estiramiento varias manzanas en cada dirección. Comienza en West Bay, en la zona de Junkanoo Beach. Varios hoteles y restaurantes se encuentran en Compass Point (Compass Point), Holiday Inn (Holiday Inn), Kualiti Inn (Quality Inn) y azúcar Willie (Chez Willie). El siguiente punto es el Koloniaj hotel británica (British Colonial del hotel), además de West Bay, donde comienza la verdadera Bay Street. El Museo de los Piratas de Nasáu se encuentra en frente del hotel Koloniaj Hilton.

### Colina de Nasáu
Bein Town y las casas subvencionadas forman parte de la zona residencial de la colina en Nasáu. Fue habitada por los africanos liberados de la esclavitud, se estableció en 1825 y pronto se convirtió en asentamiento y necesitaba otra política para aceptar la población en rápido crecimiento que se produjo en Town Bein, por ello la población mayor se alojaron en casas subvencionadas.
En sus primeros años, fue Bein Town Village. Se encuentra al oeste del barrio de las casas subvencionadas y bordeado por Nasáu Street West, al este de Bailu Hill Road, al norte de la calle del sur y del ahora Poinciana Drive. Inicialmente el área formaba parte de los 0.57 km² otorgados a Susan Veterspun, pero más tarde fue vendida a Charles H. Bein, hombre de negocios negro en la década de 1840. G. Bein dividió el país y vendió a precios altos para los africanos liberados y los ex esclavos.
Una pequeña parte de Bein Town se llama Bhuta cont, y está ubicado al sur de Midou Revolver. Rozan Aderli cita en una de sus tesis "Nuevas negros de África": La cultura y comunidad de los africanos liberados en las Bahamas y Trinidad (1810-1900): "Los labios prekazhuvachi. En los ancianos, este nombre fue en realidad creado por una única pronunciación dialectal del nombre original del asentamiento Congo Borough sugiriendo que la población inicial era de origen congoleño, probablemente africanos libres. Aderli escribió que uno de prekazhuvachite "había oído antes que ese nombre tiene connotaciones negativas, por eso la gente Yoruba y otros grupos étnicos africanos miraron con desdén a sus vecinos congoleños. De hecho, se dijo en un tiempo que Kontabuta era una zona al sur de la ciudad donde la habitaba la vida Bein congoleña. También dijo que Jorubancite vino de Nigeria y que también vivía en Bein Town, y este clan despreciaba a los congoleños. "Pensó que alguien podía evitar, y la separación y la discriminación eran enormes. "La Iglesia Anglicana fue la responsable de la educación en Bein y de las Becas de mediados del siglo XIX. En 1849, un sacerdote de servicio en St. Agnes asumió la responsabilidad de educar a los escolares africanos de Town Bein en un edificio antiguo que se encuentra en Cockburn y en las calles del Mercado. También se celebraron servicios religiosos. Rev. William John Vudkok naseldil el Rev. Edward J. Rogers en la Asociación para la Difusión del Evangelio, como sacerdote de guardia en St. Agnes en 1848 al liderazgo del Rev. Vudkok, aunque fue corta, también importante. Trabajó sin cesar y gracias sus iniciativas la nobleza dio la gratuidad de la enseñanza en Bein Town (Vudkok Scully). Murió en 1851 antes de que se tomaran en cuenta la mayor parte de sus planes. Sin embargo, ha donado su patrimonio a la escuela que él fundó. El Dr. Ineas ha escrito el libro Bein Town, los seres humanos descritos y su estrecha relación con Fox Hill, de ahí el origen de las fiestas de Navidad y Junkanoo.

### Cable Beach
Cable Beach es conocida como el Distrito de hoteles de Nasáu. En este pequeño lugar se puede avistar cinco enormes hoteles, dos de los cuales con todas las comodidades posibles. La zona es conocida por sus opciones que ofrece para el almuerzo y la cena, como el Crystal Palace Casino y las arenas doradas de la playa de cable en sí. La mayoría de los restaurantes se encuentran ya sea en hoteles o en la calle. Una barbacoa en la playa Androzia y Caprichos son tres de las mejores opciones para la cena en la playa, cada una con una decoración única, ambiente cálido y una excelente cocina. Sin embargo no hay mucha vida nocturna. Usted puede ir de compras, pero en Wyndham. Hay dos pequeños pasillos abovedados de hoteles. Uno es sobre el suelo y el otro está en la carretera que une Wyndham y los hoteles Sheraton.

## Turismo

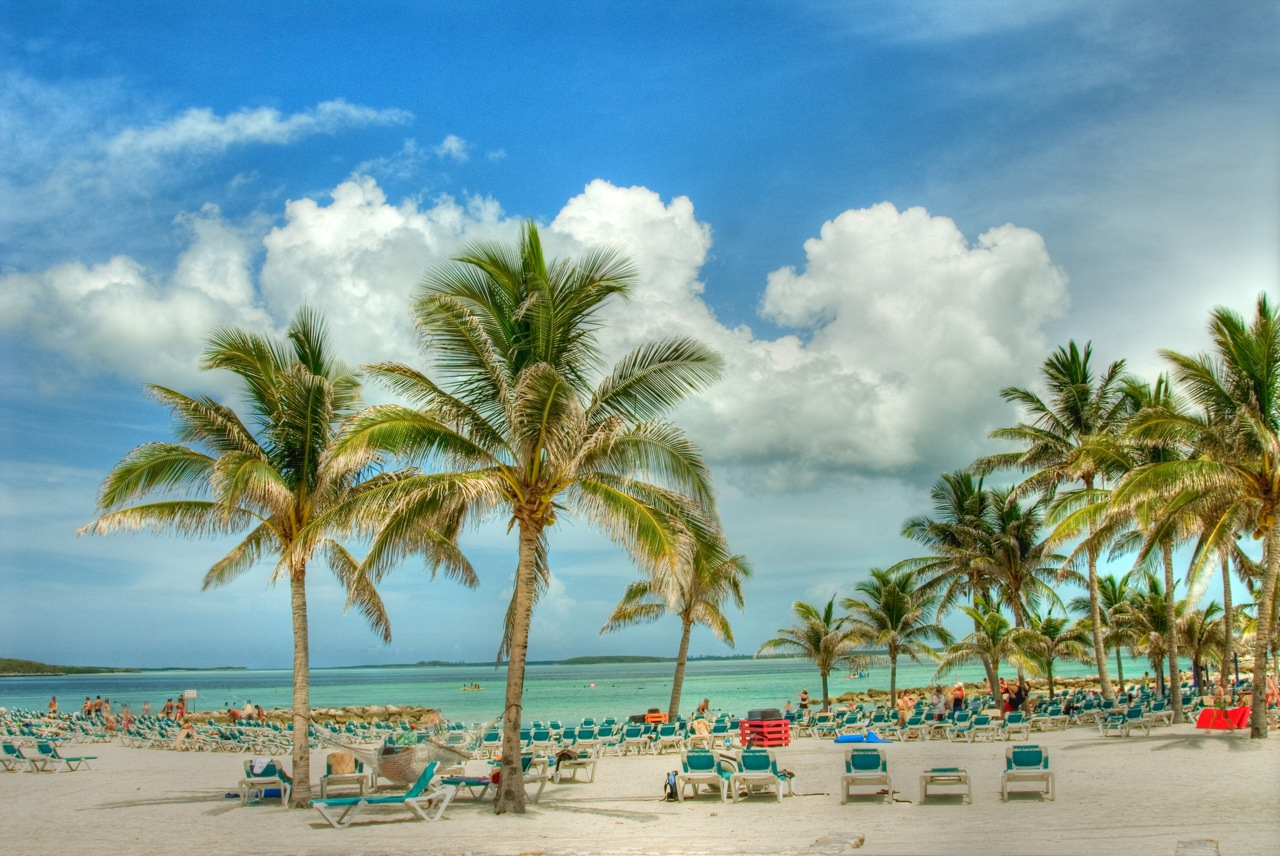
Playas de Nasáu.

La cercanía de la ciudad a los Estados Unidos (290 kilómetros al sureste de Miami) ha contribuido a su popularidad como lugar de vacaciones, especialmente después de la prohibición estadounidense de viajar a Cuba. En Nasáu se encuentra el famoso complejo turístico Atlantis Resort, en Isla Paraíso. El complejo tiene más de 6 000 empleados locales, más que el propio gobierno.
La ciudad se precia de su celebración llamada Junkanoo. El Junkanoo es un desfile colorido y lleno de alegría y energía, en el que las personas van disfrazadas y bailan al ritmo de los cencerros, tambores y silbatos. Se celebra en 26 de diciembre y el 1 de enero, empezando en las primeras horas de la madrugada (a la una de la madrugada) y finalizando sobre las 10 de la mañana.

### Atracciones
- El Parque nacional The Retreat de Nasáu posee una de las colecciones de palmas exóticas más grandes del mundo localizadas en los jardines del parque. Estas palmas tropicales en su mayoría crecen bajo un pabellón con luz tenue en donde pueden prosperar. Otras plantas existentes son las orquídeas nativas, el jengibre rojo, entre otras.

- Piratas de Nasáu es una atracción de reconocimiento en Bahamas por su muestra de historia en un entorno interactivo e históricamente exacto. Está localizado en el centro de Nasáu. Hay un café temático de piratas, un club en el exterior y una tienda para obtener obsequios.

- Balcony House (casa del balcón). Este histórico lugar con una antigua estructura residencial de madera en Nasáu, funciona como un museo.

- El Fuerte Charlotte posee una vista impresionante de Isla Paraíso y el famoso hotel Atlantis, parte de la ciudad de Nasáu y el puerto. El fuerte es el más grande y el más interesante de los tres fuertes localizados de Nasáu. Construido en 1788 por el Lord Dunmore y nombrado en honor a la esposa del rey Jorge III, este fuerte contiene calabozos, pasajes subterráneos y 42 cañones, que nunca fueron usados en batalla.

- Graycliff es una mansión histórica que fue construida por el capitán John Howard Graysmith en 1740. Este marino y corsario retirado se mudó a Nasáu en 1726 luego de que se hundiera el navío Graywolf en New Providence. Para el 1844, el Graycliff se convirtió en el primer hotel de Nasáu y durante la Guerra Civil de Estados Unidos funcionó como refectorio para los oficiales del Regimiento de las indias occidentales, luego Polly Leach, amiga de Al Capone, fue propietaria del lugar. Y más adelante el restaurante que aguarda el Graycliff es el único de cinco estrellas en todo el Caribe, considerado como uno de los mejores del mundo.

- Con una gran variedad de actividades disponibles, Long Wharf es la playa favorita para aquellos que quieren un lugar que lo tenga todo para todos. La playa queda cerca del centro de Nasáu y a minutos del puerto principal de cruceros, hay baños y facilidades para realizar actividades.[9]

## Economía
La economía de la ciudad depende en buena medida del turismo y actividades bancarias. El turismo ha sido muy importante para su desarrollo económico. El crecimiento constante del turismo y el auge en la construcción de hoteles, recursos y nuevas residencias habían conducido a un rápido desarrollo, pero el retroceso de la economía de los Estados Unidos y los atentados del 11 de septiembre de 2001 provocaron también un decrecimiento de la economía local entre 2001 y 2003. Los servicios financieros constituyen el segundo sector en importancia de la economía; sin embargo, desde diciembre de 2000, cuando el gobierno nacional decretó nuevas regulaciones sobre el sector financiero para evitar ser llamado un paraíso fiscal en el resto del mundo, muchos negocios internacionales han salido del país.

## Transporte

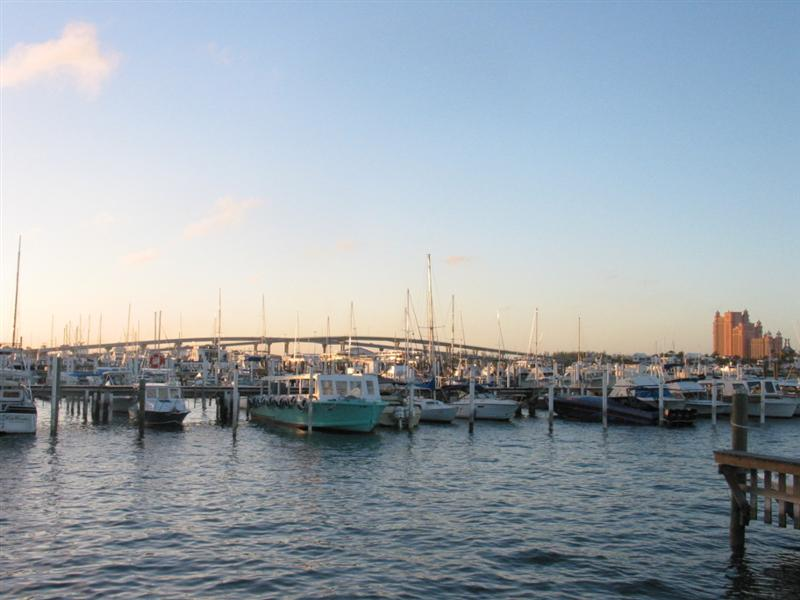
Vista del puerto deportivo de Nasáu.

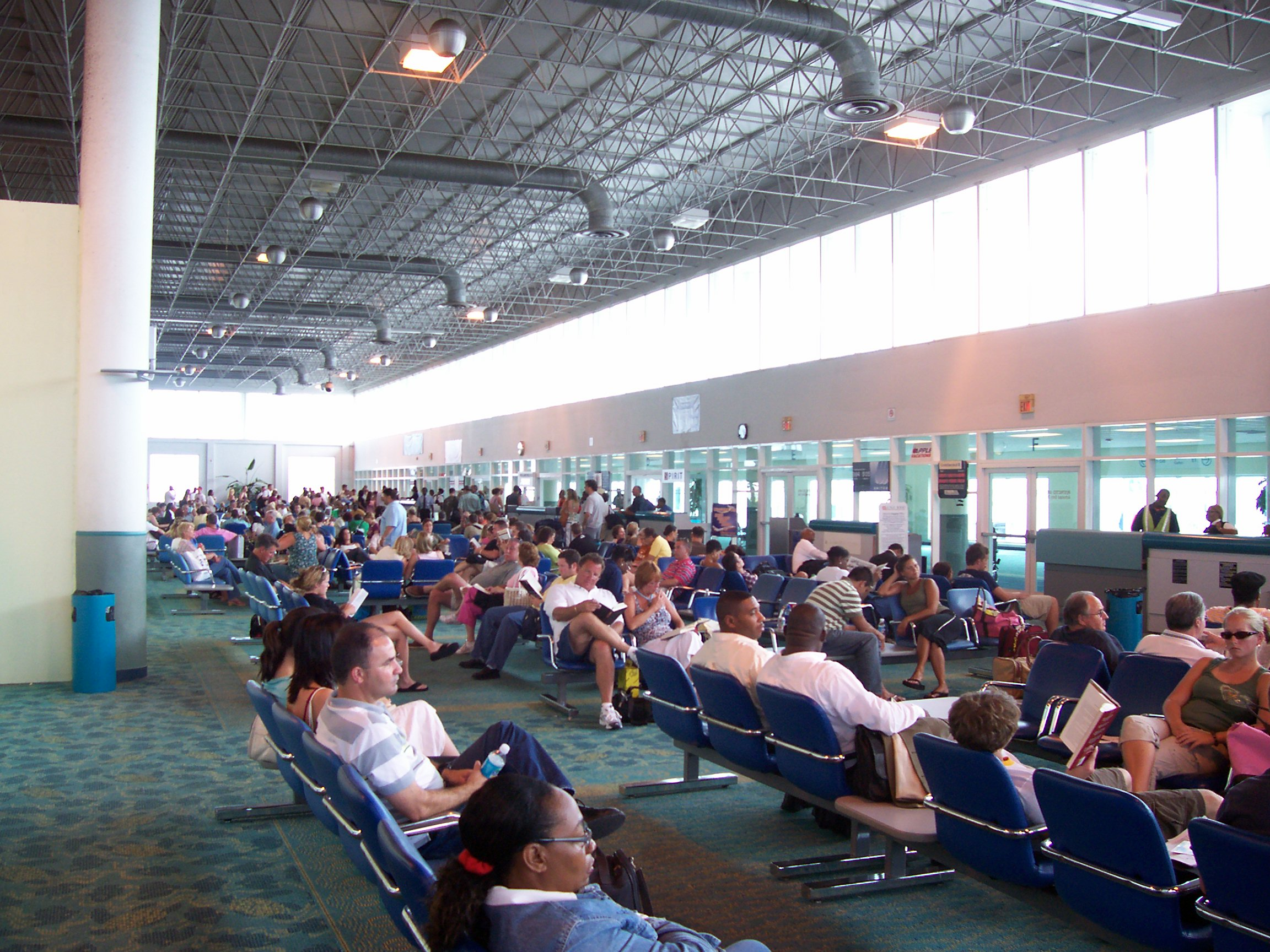
Aeropuerto Internacional Lynden Pindling.

### Aéreo
El Aeropuerto Internacional Lynden Pindling (antes Aeropuerto Internacional de Nasáu) se encuentra a 16 kilómetros de la ciudad. El Aeropuerto Nueva Providencia de la Isla Paraíso se cerró en 1999, eliminando la pista integrada en el puerto de la isla.

### Acuático
Los transbordadores ofrecen viajes por la costa desde Nasáu a las islas de los alrededores. Prince George Wharf es el principal puerto de la ciudad que sirve a los cruceros para los puertos de la escala en Bahamas.

### Carretera
Los autobuses públicos y taxis ofrecen transporte alrededor de Nasáu. Los coches de alquiler están disponibles en la ciudad y también en el aeropuerto.En las Bahamas se circula por la izquierda; sin embargo, muchos automóviles se importan de EE. UU. y tienen el volante a la izquierda.

## Cultura
El mayor festival de la ciudad es el Junkanoo, en el que un desfila un pasacalle, lleno de color y energía, con personas disfrazadas bailando al son rítmico de cencerros, tambores y silbatos. La palabra "Junkanoo" evoca el nombre del fundador, John Kanoo. La celebración tiene lugar el 26 de diciembre y el 1 de enero, empieza a partir de las primeras horas de la mañana (hacia la una de la madrugada) y termina a las diez de la mañana. Al final del desfile, los jueces otorgan premios en efectivo a la mejor música, vestuario y presentación general del grupo. Los participantes pasan todo el año preparando sus disfraces hechos a mano con papel crepé y cartón de colores.

### Cine
Nasáu ha sido un importante escenario de rodaje en varias películas, como Help!, protagonizada por The Beatles, y parte de la saga de James Bond (Thunderball, Nunca digas nunca jamás, un remake de Operación Trueno y también en parte de la acción en la versión de 2006 de Casino Royale). En 1981, fue utilizada para grabar una escena de Solo para sus ojos, si bien dicha escena figuraba en la trama de la película en Grecia.
Igualmente, varias películas de finales del siglo XX y principios del XXI se han rodado aquí, como por ejemplo After the Sunset, Into the Blue (2005) y Flipper (1996).
En Pirates of the Caribbean: The Curse of the Black Pearl, el personaje Jack Sparrow aparece en un puerto de Nasáu.
Nasáu también es escenario principal de la serie Black Sails.
La escena de Splash en la que Allen Bauer (Tom Hanks) es rescatado por la sirena Madison (Daryl Hannah) se rodó en una playa de Nasáu.

### Literatura
Nasáu aparece en la novela Tobin en el Paraíso, de Stanley Morgan. La historia gira en torno a la visita de los protagonistas a Isla Paradise y los acontecimientos cómicos que se derivan.

### Videojuegos
Nasáu también aparece en el videojuego Assassin's Creed IV: Black Flag.

## Demografía
Nasáu tiene una población de 259 300 habitantes según el registro correspondiente al año 2013, y en la ciudad viven 59 707 familias, con un tamaño medio de 4,15 miembros por familia, según el censo de 2000. La gran población de Nasáu (al menos en relación con el resto de Bahamas) es el resultado de las olas de inmigración de otras islas hacia la capital. En consecuencia, esto ha llevado a la disminución de la población de las islas menos desarrolladas y al rápido crecimiento de Nasáu.

## Deportes
En julio se realiza el torneo de pesca más importante de las islas, donde los habitantes más diestros asombran a los turistas con su rapidez y precisión. También en septiembre se realizan torneos de música y baile, en los que se pone a prueba los magníficos golpes de la música afro y sus míticos bailes. Por la belleza del paisaje, y sus maravillosos corales, el buceo y el snorkell son los deportes más practicados. Además se realizan toda clase de deportes náuticos.
El deporte rey (fútbol) también se ha hecho popular en la ciudad, en total hay 7 equipos profesionales (son la mayoría que participan en la Liga BFA). El IM Bears FC es el equipo que más éxito ha cosechado con 5 títulos. Los Baha Juniors FC, Cavalier FC, COB, Dynamos FC, Lyford Cay Dragons FC, United FC también son conocidos en la localidad.
El baloncesto también es popular en Nasáu, la selección de baloncesto de Bahamas ha obtenido algunos buenos resultados, comparados con otras selecciones caribeñas (en las pocas participaciones continentales en que ha tomado partido).

## Ciudades hermanadas
La ciudad de Nasáu está hermanada con las siguientes ciudades:
- Acapulco, México
- Detroit, Estados Unidos
- Paraná, Argentina
- Shanghái, China
- Winston-Salem, Estados Unidos
- Lima, Cusco y Machupicchu, Perú
- Nunawading, Victoria, Australia

## Galería

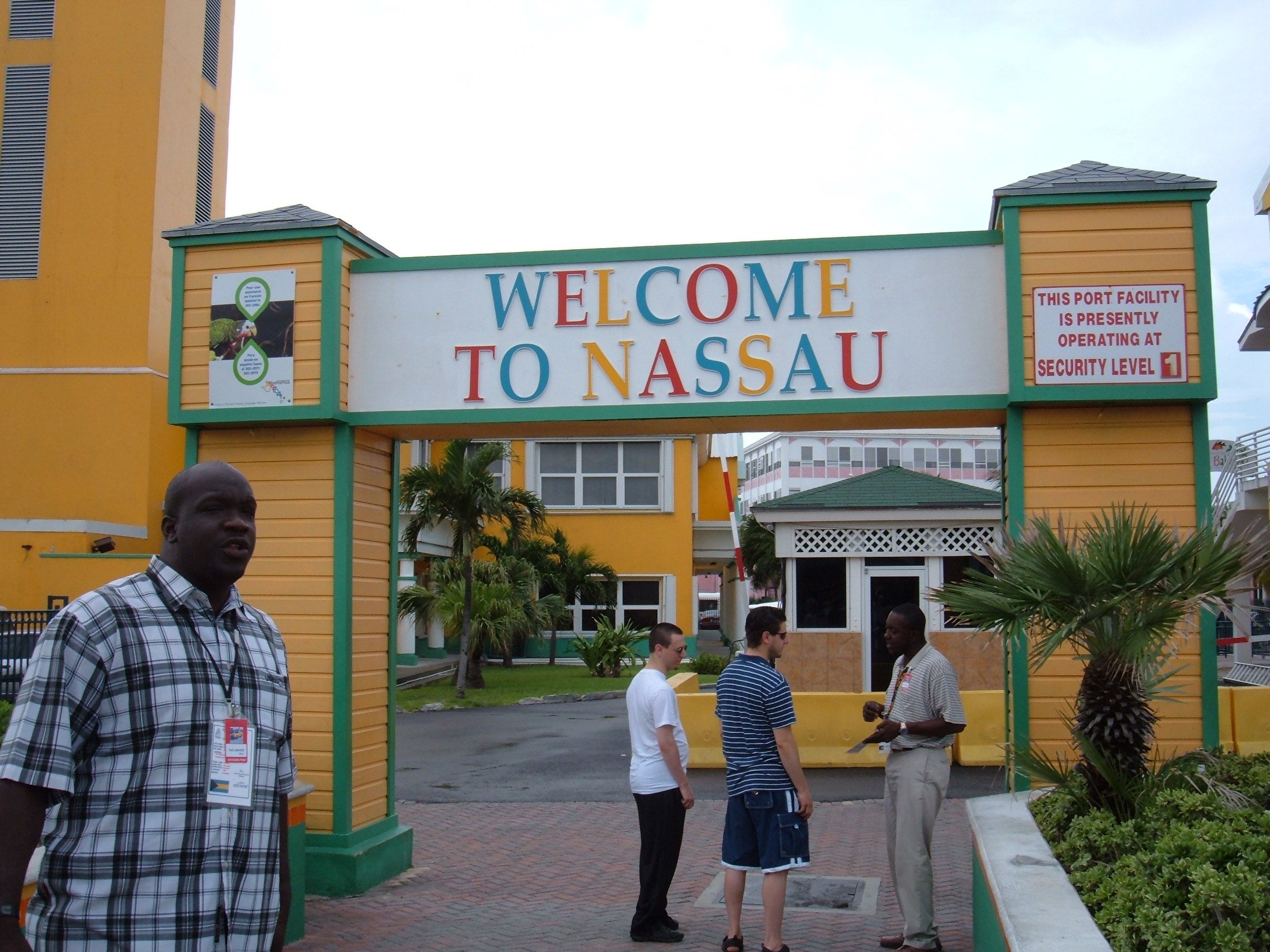
Entrada de Nassau
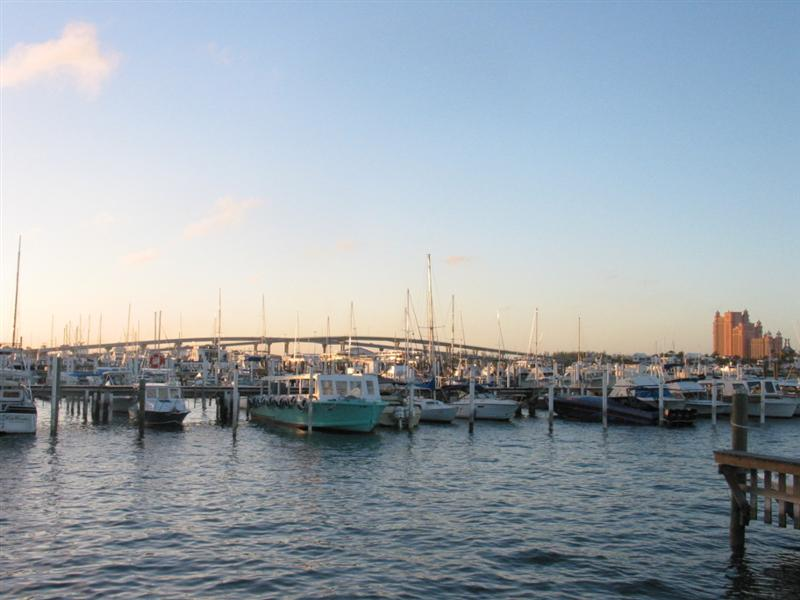
Puerto de Nassau
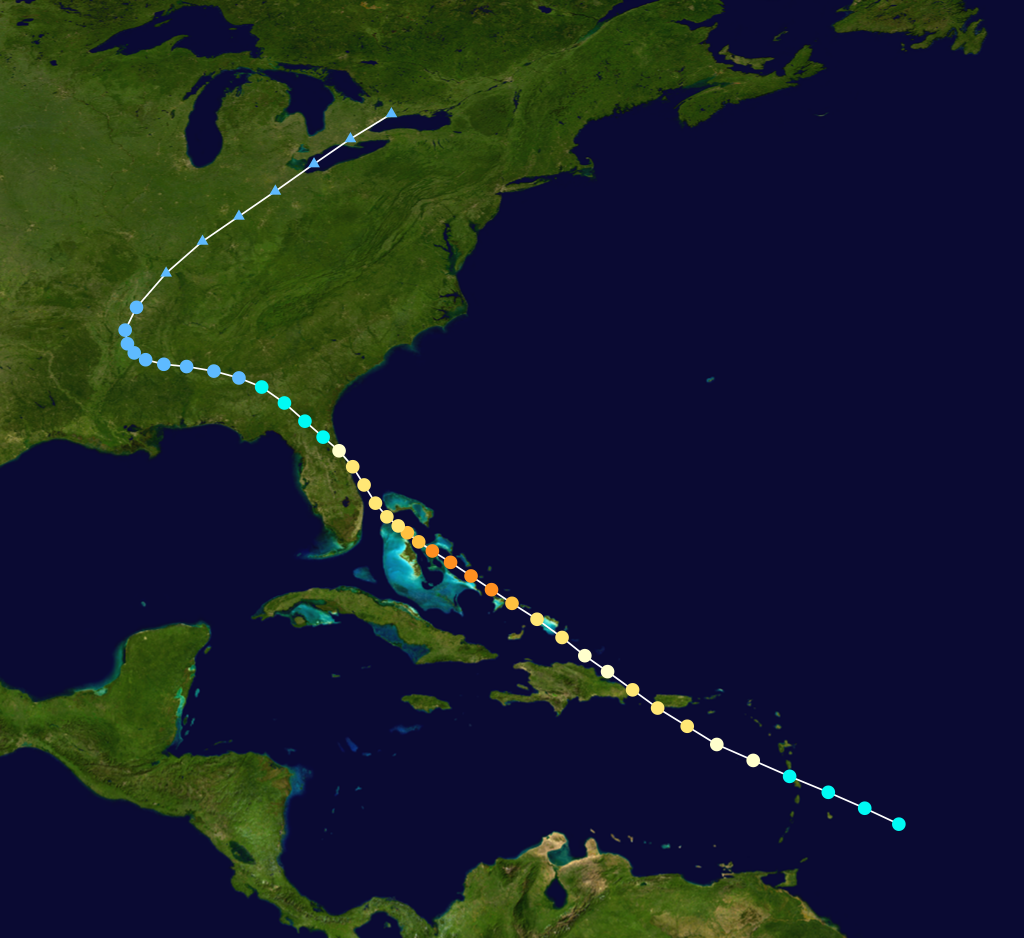
Seguimiento del huracán de 1926
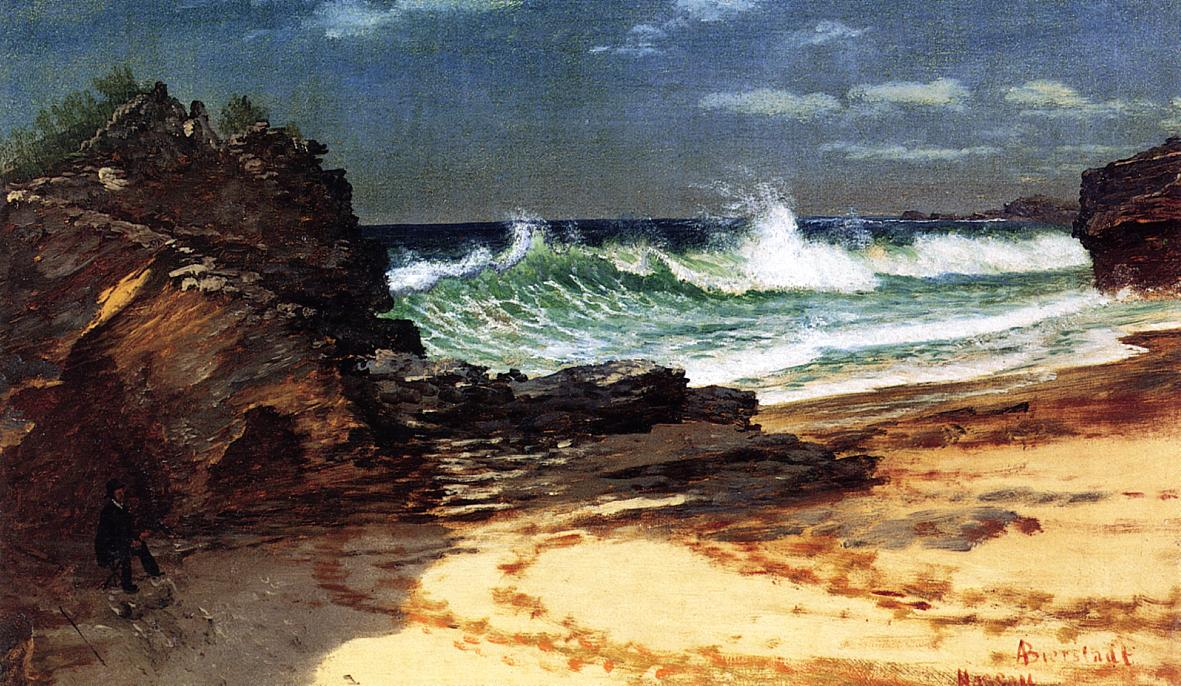
Playa en Nassau
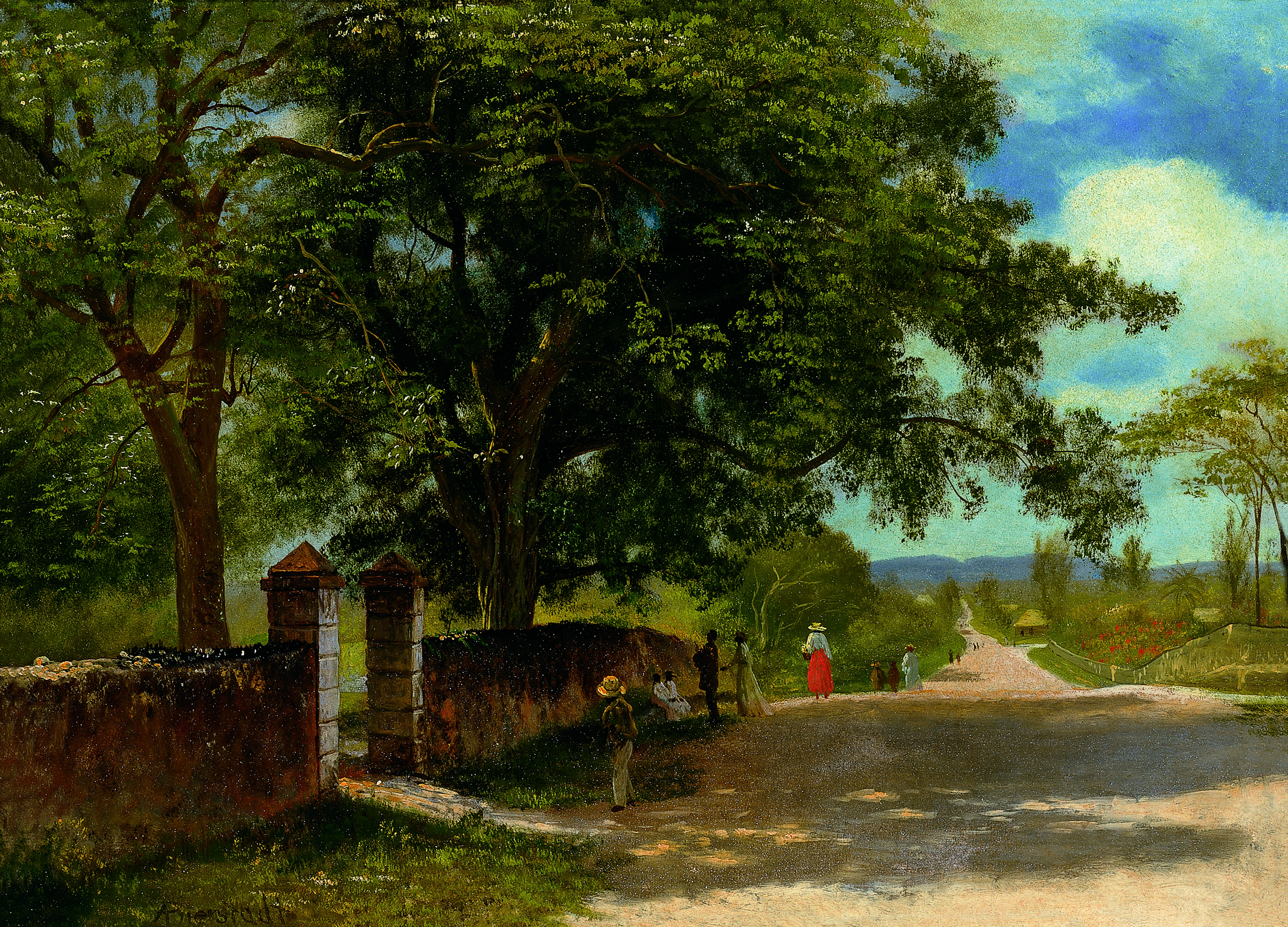
Calle de Nassau a finales del siglo XIX
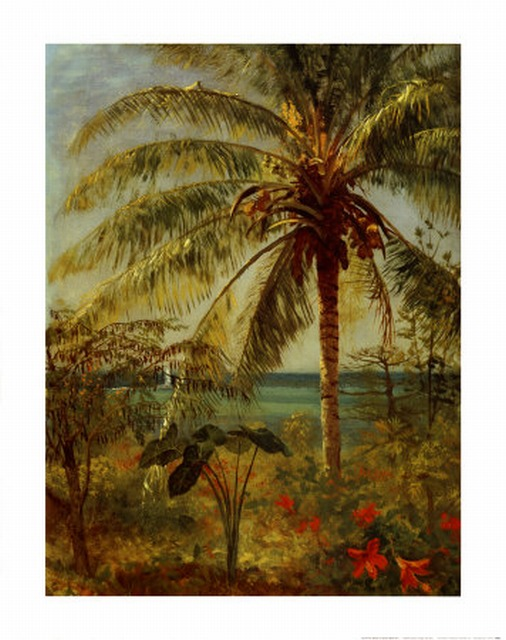
Paisaje de Nassau a finales del siglo XIX
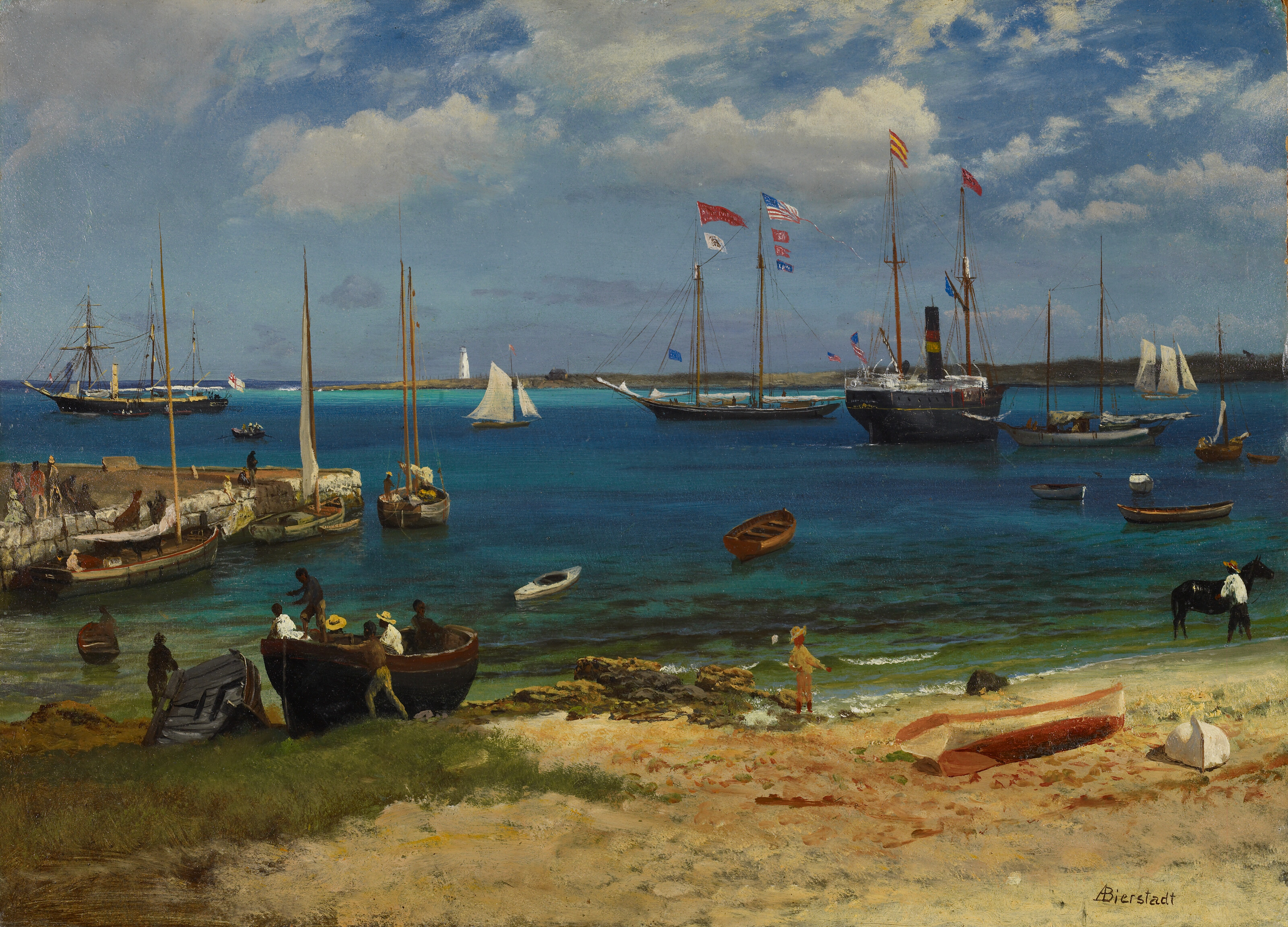
Puerto de Nassau a finales del siglo XIX
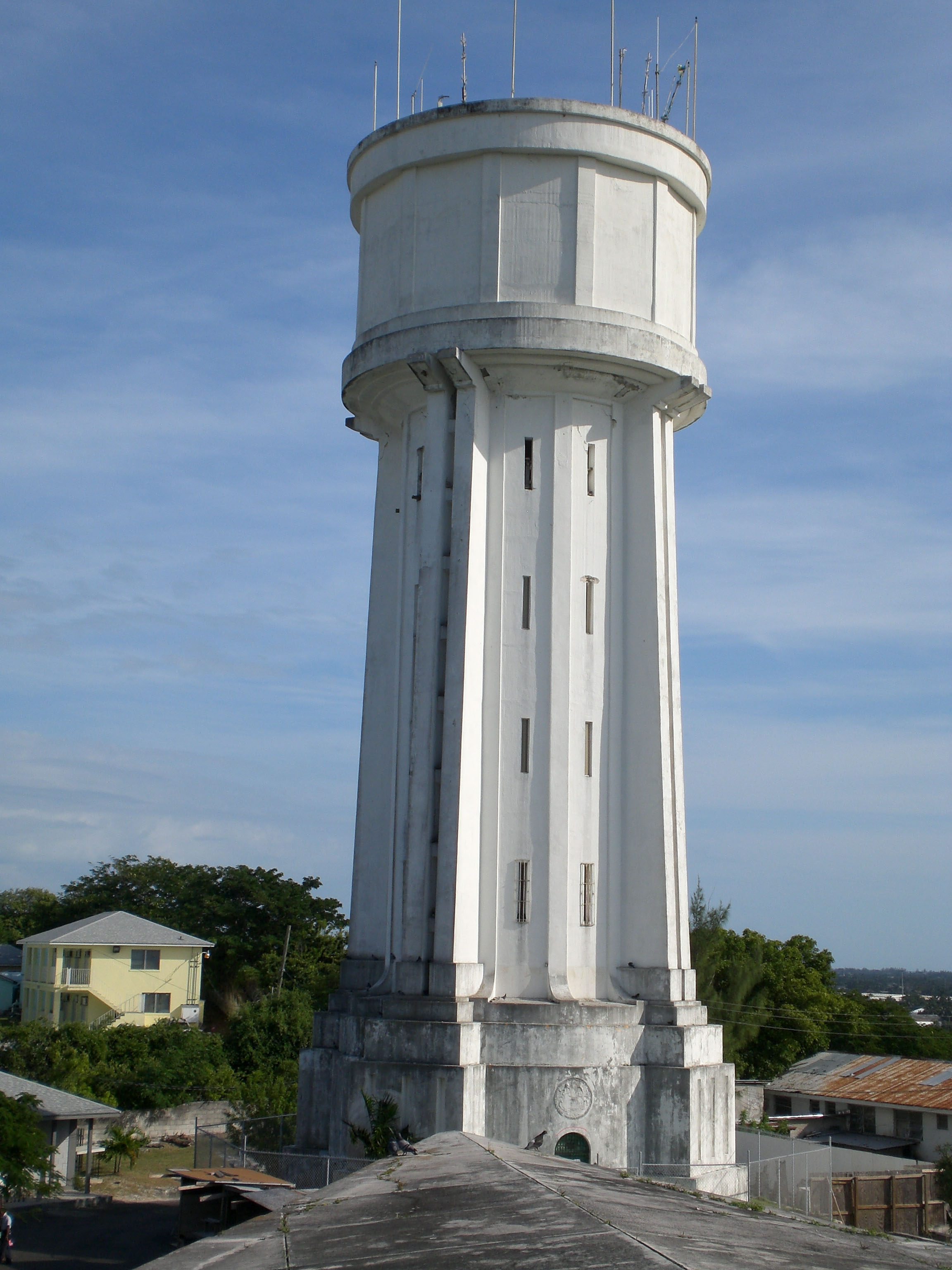
La Torre del Agua
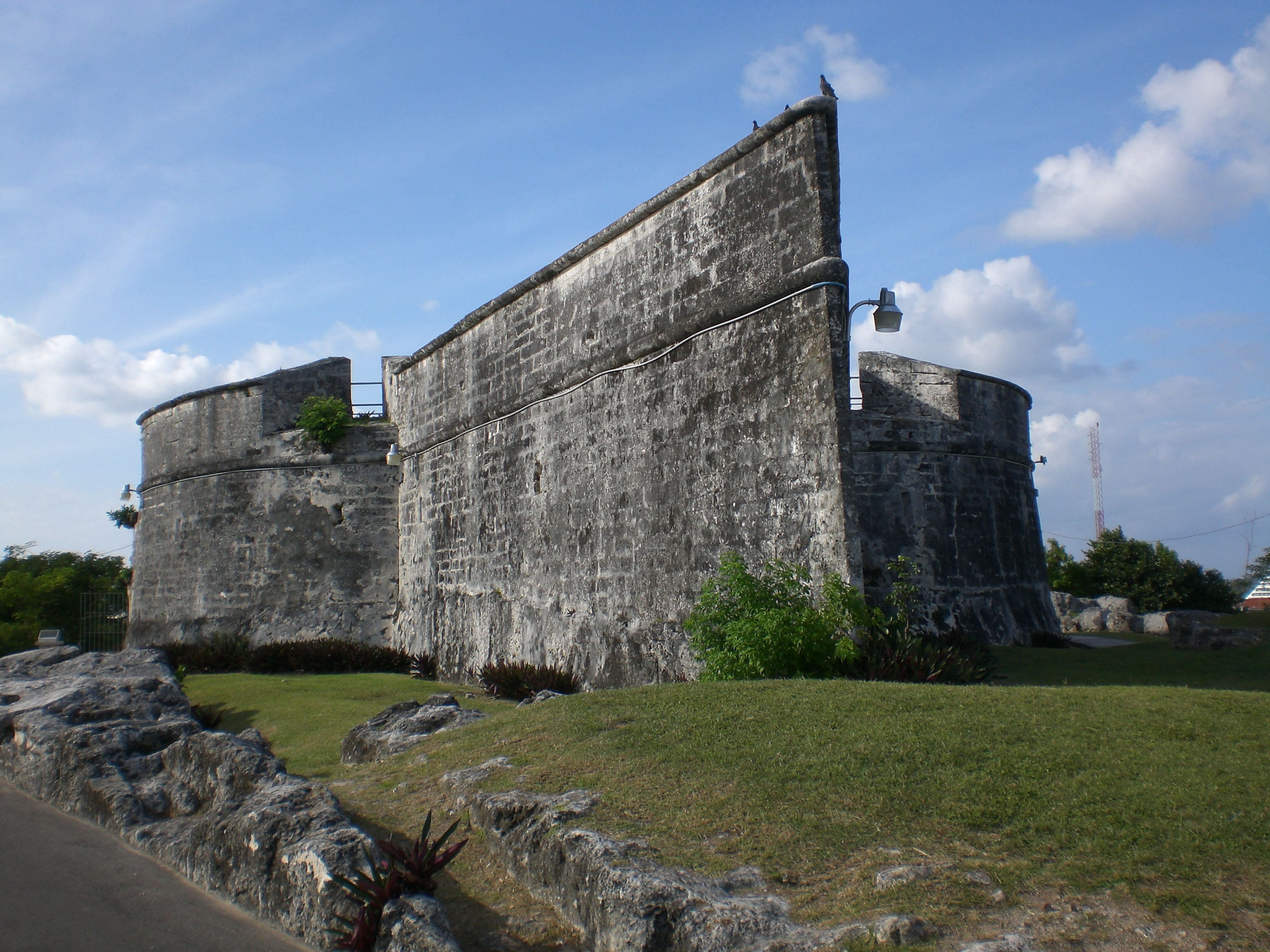
Fuerte Charlotte a la afueras de Nassau